# Каленчин (Маковський повіт)
Каленчин (пол. Kałęczyn) — село в Польщі, у гміні Червонка Маковського повіту Мазовецького воєводства.
Населення — 45 осіб (2011).
У 1975-1998 роках село належало до Остроленцького воєводства.

## Демографія
Демографічна структура станом на 31 березня 2011 року:
|          | Загалом | Допрацездатний вік | Працездатний вік | Постпрацездатний вік |
| -------- | ------- | ------------------ | ---------------- | -------------------- |
| Чоловіки | 23      | 8                  | 15               | 0                    |
| Жінки    | 22      | 8                  | 12               | 2                    |
| Разом    | 45      | 16                 | 27               | 2                    |